# Ordre des neuf angles
L'Ordre des Neuf Angles (ONA ou O9A) est un culte satanique fondé au Royaume-Uni, avec plusieurs groupes affiliés dans d'autres parties du monde durant les années 1960, surtout connu jusque dans les années 1980. Il a attiré l'attention en raison de son idéologie néo-nazie et de son militantisme. En adoptant une approche sataniste traditionnelle, il a été identifié qu'il inclut également les croyances hermétiques et néopaganistes.

## Historique
Selon l'Ordre lui-même, il a été fondé dans les Marches de l'Ouest gallois en Angleterre à la fin des années 1960 par une femme qui avait auparavant été impliquée dans une organisation secrète préchrétienne. L'Ordre mentionne également qu'en 1973, un homme nommé « Anton Long » est entré dans le groupe et en est devenu le Grand Maître. Plusieurs commentateurs universitaires ayant étudié cet ordre mentionnent que le nom « Anton Long » est probablement un pseudonyme pour l'activiste britannique néo-nazi David Myatt, bien que Myatt l'ait nié. Depuis la fin des années 1970, Long a écrit plusieurs livres et articles pour propager les idées de l'Ordre et en 1988 a commencé à produire son propre journal, « Fenrir ». À travers ce développement, il a établi des relations avec d'autres organisations néonazies à travers le monde.
L'O9A connaît un regain d'influence après 2015 au sein de groupes terroristes néonazis comme la Division Atomwaffen, attirés par son culte de la transgression et de la violence extrême.
Durant les années 2020, l'Ordre des neuf angles entretient des liens avec le groupe 764, qui utilise les plateformes numériques pour recruter des membres et commettre des actes de sextorsion et d'abus sexuel sur des enfants.

## Idéologie néonazie
L'Ordre des neuf angles, très structuré, utilise l'engouement de la jeunesse pour le satanisme pour véhiculer son idéologie néo-nazie. Selon Paul Ariès, historien des religions, sans cet habillage, les jeunes rejetteraient l'extrême droite[réf. nécessaire]. L'Ordre des neuf angles organise des messes noires en l'honneur de Mein Kampf, livre rédigé par Hitler. D'après Ariel Koch, Karine Nahon et Assaf Moghadam, l'O9A est un important promoteur du djihad blanc.

## Initiation, évolution vers un nouvel homme
Selon Henry Chartier, l'Ordre des neuf angles « s'oppose à toutes les autres organisations sataniques et notamment à l'Église de Satan ». L'Ordre « reprend le principe de l'individualisme, du darwinisme social et un certain nombre de rituels sataniques, mais les pousse à l'extrême en recommandant le sacrifice humain ». Selon son principal idéologue, Anton Long, le satanisme promu par l'Ordre a pour but de changer l'évolution humaine et la société en œuvrant à l'émergence d'un nouvel homme.
Selon Nicholas Goodrick-Clarke, l'Ordre des neuf angles « célébrait le côté noir et destructeur de la vie, avec des doctrines élitistes, antichrétiennes et prônant le darwinisme social ». David Myatt, leader du groupe, structure et diffuse son enseignement dans l'ONA, et met en place un système d'initiation et d'entraînement. Parmi les pratiques de l'ONA on trouve les supplices physiques, les missions difficiles à accomplir ou dangereuses, qui sont censées développer la personnalité et l'aptitude à diriger. Myatt « rejette l'organisation quasi-religieuse et les pitreries cérémoniales de l'Église de Satan, du Temple de Set et des autres groupes sataniques. Il croit que le satanisme traditionnel va bien plus loin que le principe de plaisir et suppose la difficile réalisation de la maîtrise de soi, du dépassement de soi au sens nietzschéen, et finalement, de la sagesse cosmique ». Actes de bravoure, mise en danger de mort, épreuves d'endurance sont mis au service du développement personnel, le « vrai sataniste » ayant pour objectif de « transcender ses propres limites dans le monde causal et physique pour établir un contact direct avec la sphère suprapersonnelle des forces cosmiques acausales et sombres ». Pour Myatt, cela implique que le sataniste se livre à des actes amoraux, interdits, illégaux et diaboliques : l'ONA enseigne le rejet de la morale humaine et notamment le sacrifice humain. Cela explique pourquoi d'autres mouvements satanistes, qui voulaient rendre le satanisme socialement acceptable, ont condamné l'ONA.

## Fait divers lié à l'ONA
Le 20 août 2021, les autorités russes ont annoncé l'ouverture d'une enquête contre Olga Bolchakova et Andreï Trégoubenko, accusés d'avoir commis deux meurtres selon le rituel sataniste prôné par l'Ordre. Andreï Trégoubenko aurait sacrifié une femme à coup de poignard dans une forêt de Carélie, puis le couple aurait poignardé un homme, avec l'aide d'un autre couple dans la banlieue de Saint-Pétersbourg.